# Džizzak
Džizzak je město v Uzbekistánu. Je hlavním městem Džizzackého vilájetu, přičemž leží severovýchodně od Samarkandu, třetího nejlidnatějšího města v zemi, v nadmořské výšce asi 378 m n. m. V roce 2024 ve městě žilo přibližně 202 tisíc obyvatel a šlo tak o 12. nejlidnatější město v zemi.  
První zmínka o existenci města sahá do 10. století; město bylo významným sídlem na hedvábné stezce, neboť leží na trase mezi Samarakandem a Ferganskou kotlinou. Leží relativně blízko Turkestánského hřbetu a řeky Zeravšan. Panuje zde středomořské podnebí, které je ale silně ovlivněno polohou města hluboko ve vnitrozemí. Většina obyvatel jsou etničtí Uzbeci (asi 88 %), asi 4 % obyvatel jsou Rusové, 2 % Tádžikové a zbylých asi šest procent obyvatel tvoří celá řada dalších etnik jako Kazaši, Tataři, Ukrajinci nebo Kyrgyzové. Nachází se zde dálnice i železnice, do roku 2010 ve městě jezdily také trolejbusy. Kromě toho zde sídlí také několik univerzit. 